# Juttadinteria
Juttadinteria ist eine Pflanzengattung aus der Familie der Mittagsblumengewächse (Aizoaceae). Der botanische Name der Gattung ehrt Jutta Dinter, die Ehefrau des deutschen Botanikers Kurt Dinter.

## Beschreibung
Die Pflanzen der Gattung Juttadinteria wachsen strauchig mit drei bis fünf Zweigen, die jeder sechs bis acht Laubblätter tragen, und erreichen Wuchshöhen von bis zu 40 Zentimetern. Die Blätter sind dreieckig, breit bootförmig bis nahezu linealisch. An der Spitzen enden sie immer in einem dreieckigen Kiel. Die Blattränder sind glatt bis gezähnt, die Epidermis ist glatt.
Die weißen Blüten sind hochblattlos und besitzen vier Kelchzipfel. Die Staubblätter bilden anfangs einen deutlichen Kegel, der sich später zu einem Zylinder entwickelt. Das dunkelgrüne Nektarium ist als Ring ausgebildet.
Die acht- (selten bis zwölf-) fächrigen Kapselfrüchte sind an der Spitze flach und an der Basis trichterförmig. Ihrer Fächerdecken sind als schmale Leisten ausgebildet oder kurz und bedecken die Kapsel nie vollständig. Sie besitzen breite, rechteckige Klappenflügel und keine Verschlusskörper. Die papillösen, birnenförmigen Samen sind braun und 0,7 bis 1 Millimeter lang sowie 0,5 bis 0,75 Millimeter breit.

## Systematik und Verbreitung
Das Verbreitungsgebiet der Gattung Juttadinteria erstreckt sich in Namibia von Lüderitz im Westen bis Aus im Osten und südwärts bis in den äußersten Norden der südafrikanischen Provinz Nordkap. Die Pflanzen wachsen auf kalkhaltigen Sand oder Lehm und besiedeln Ebenen oder Hänge. Die Niederschlagsmenge im Winter beträgt unter 100 Millimeter.
Die Erstbeschreibung der Gattung erfolgte 1926 durch Gustav Schwantes. Der Holotypus ist Juttadinteria simpsonii. Nach Heidrun Hartmann (2017) umfasst die Gattung Juttadinteria die folgenden Arten:
- Juttadinteria albata (L.Bolus) L.Bolus
- Juttadinteria attenuata Walgate
- Juttadinteria ausensis (L.Bolus) Schwantes
- Juttadinteria deserticola (Marloth) Schwantes
- Juttadinteria simpsonii (Dinter) Schwantes

Im weiteren Sinne werden die Arten der Gattungen Namibia und Dracophilus ebenfalls zur Gattung Juttadinteria gezählt.

## Nachweise